# Sustrai Colina
Sustrai Colina Akordarrementeria (Urruña, Labort, 20 de octubre de 1982) es un versolari, profesor de versos vascos y periodista. Se licenció en derecho y ganó dos veces el concurso Xilaba Bertsulari Xapelketa. 

## Biografía
Estudio en la ikastola. Desde los cinco años hasta los diecisiete jugó a pelota vasca. 
Hoy en día, aparte de ser bertsolari (versolari) también da clases de versos vascos en Hendaya. Es profesor con su compañero Amets Arzallus.
Además, escribe columnas para el periódico Berria y entrevistas para el semanal Argia. También ha escrito las letras de 3 canciones del grupo Ze Esatek!

## Su recorrido en la bertsolaritza
EnSan Sebastián consiguió su primera plaza, en 1992, en el campeonato entre colegios de Guipúzcoa. Desde entonces ha participado en varios campeonatos; en 2000 ganó el campeonato de los Jóvenes Bertsolaris del País Vasco francés, y, entre los años 2000 y 2003 participó en campeonatos de Navarra, ya como adulto. En el Campeonato Nacional de Versolaris (Euskal Herriko Bertsolari Txapelketa Nagusia) en el año 2001 pasó a la final quedando en quinto lugar. En los próximos tres actos también se clasificó para la final.
En los años 2014 y 2016 ganó el concurso Xilaba Bertsulari Xapelketa.

## Logros
- Premio Itsaslur 2019.
- Bertsolari Txapelketa Nagusia (Campeonato Nacional de Versolaris)
  - Tercero en 2017.
  - Quinto en 2001.
  - Finalista (5): 2001, 2005, 2009, 2013, 2017.
- Xilaba Bertsolari Xapelketa (Campeonato de Versolaris del País Vasco francés)
  - Campeón (2): 2014, 2016.
  - Segundo (1): 2008.
  - Finalista (5): 2008, 2010, 2012, 2014, 2016.
- Nafarroako Bertsolari Txapelketa (Campeonato de Versolaris de Navarra)
  - Segundo (2): 2002, 2003.
  - Finalista (4): 2000, 2001, 2002, 2003.
- Euskal Herriko Eskolarteko Txapelketa (Campeonato entre colegios de Guipúzcoa)
  - Campeón (1): 2000
  - Subcampeón (1): 1999